# Línea L13 (Montevideo)
La línea L13 es una línea local de Montevideo que une la terminal de Mendoza e Instrucciones con Toledo Chico.

## Características
Inicia su recorrido en la terminal de Mendoza e Instrucciones en Casavalle hacia Toledo Chico, precisamente en la intersección de la Avenida Hugo Méndez con la Ruta 6.

## Recorridos
Circula por los barrios Manga, Puntas de Manga y Toledo Chico.
| Ida - Terminal Instrucciones y Mendoza - Avenida de las Instrucciones - Ruta 33 - Avenida Hugo Méndez - Ruta 6 | Vuelta - Toledo Chico - Ruta 6 - Blas Basualdo - Avenida Hugo Méndez - Ruta 33 - Avenida de las Instrucciones - Terminal Mendoza. |